# Hankuk Academy of Foreign Studies
Die Hankuk Academy of Foreign Studies, abgekürzt HAFS, ist ein privates High School-Internat im Norden Yongins in der Provinz Gyeonggi-do in Südkorea. Es liegt einen Hügel entfernt vom Yongin-Campus der assoziierten Fremdsprachenuniversität Hankuk (HUFS).

## Geschichte
Die HAFS empfing ihre ersten 153 Schüler und 202 Schülerinnen im Jahr 2005. Schulleiter Nam Bong-chul war zuvor Leiter der renommierten Daewon Foreign Language High School in Seoul. Sein damaliger Stellvertreter Park Ha-sik wechselte im Sommer 2008 als Leiter zur Gyeonggi Academy of Foreign Languages (GAFL), sein Nachfolger ist Oh Sam-cheon. Seit dem 1. November 2010 ist Kim Song-ki Schulleiter.

## Struktur
Die jeweils ca. 350 Schüler und Schülerinnen der drei Jahrgänge verteilen sich auf jeweils 10 Klassen, die grob in die Englische sowie die Eurasische Abteilung aufgeteilt werden. Die Englische Abteilung (mit dem Hauptfach Englisch) umfasst die Klassen 1–3, die Eurasische Abteilung die Klassen 4 (Hauptfach Französisch), 5 (Deutsch), 6–8 (Chinesisch) und 9–10 (Japanisch).
Lehrkräfte an der HAFS haben in der Regel einen Master-Abschluss, manche haben auch promoviert. Muttersprachige Lehrkräfte für den Fremdsprachenunterricht werden nur eingestellt, wenn sie über eine gewisse Lehrerfahrung in Südkorea verfügen. Es gibt zurzeit fünf muttersprachige Lehrkräfte für Englisch, drei für Chinesisch, zwei für Japanisch und jeweils einen für Deutsch und Französisch (Stand Sommer 2009). Zusätzlich werden von koreanischen Lehrern Sprachen wie Spanisch oder Latein unterrichtet.

## Englische Abteilung
Das Lernziel für Schüler und Schülerinnen der Englischen Abteilung ist ein Studium im (englischsprachigen) Ausland. Daher bereiten sie sich im Unterricht nicht auf die allgemeine Uni-Aufnahmeprüfung vor, sondern auf die Prüfungen des US-amerikanischen College Boards wie PSAT, SAT und AP. Dazu haben sie in einem angepassten Lehrplan außergewöhnliche Fächer wie Elementarmathematik (precalculus), Makro- und Mikroökonomie, englische Literatur, US-Geschichte, US-Politik sowie Debating.
Die Mehrheit der Schüler und Schülerinnen der Englischen Abteilung beherrscht hervorragend Englisch, teilweise auf muttersprachlichem Niveau. Teilweise erhalten sie ihren Unterricht auf Englisch, und entsprechend hoch sind die Anforderungen zur Aufnahme in diese Abteilung. Der Abschlussjahrgang 2008 hatte eine Aufnahmequote an amerikanischen Universitäten und Colleges von 100 %, darunter bekannte Institutionen wie Harvard und das MIT.

## Eurasische Abteilung
Das Lernziel für Schüler und Schülerinnen der Eurasischen Abteilung ist die koreanische allgemeine Uni-Aufnahmeprüfung im November des jeweiligen Abschlussjahres, daher folgt der Lehrplan für diese Abteilung grundsätzlich den Vorgaben des Bildungsministeriums.
Die meisten Schüler und Schülerinnen der eurasischen Abteilung beherrschen zwar fließend Englisch, sind aber, mit Ausnahme Einzelner mit z. T. mehrjährigen Auslandserfahrungen, Anfänger in ihrem Hauptfach. Viele hatten sich bei der Aufnahme eine andere Sprache (v. a. Englisch) gewünscht, als sie schließlich als Hauptfach bekommen haben. Dank erfahrener Lehrkräfte und einer strengen Lerndisziplin erreichen sie im Verlauf ihrer Schulkarriere Niveaustufen bis B1, in Einzelfällen auch höher, was sich neben den schulischen Leistungen im erfolgreichen Ablegen von Sprachtests wie dem HSK für Chinesisch, dem JLPT für Japanisch und dem Zertifikat Deutsch sowie dem TestDaF für Deutsch niederschlägt.
Seit 2009 ist die HAFS, neben den Oberschulen der renommierten Unis SNU sowie Ewha, eine Partnerschule der Zentralstelle für das Auslandsschulwesen und unterrichtet die Schüler und Schülerinnen der Deutschen Klasse mit dem Ziel, das Deutsche Sprachdiplom (DSD) zu erwerben.

## Schulregeln
Ihrem Selbstverständnis nach ist die HAFS ein sogenannter English Based Campus (EBC), weshalb die Schüler und Schülerinnen, besonders der Englischen Abteilung, angehalten sind, auf dem Schulgelände außerhalb des Unterrichts ausschließlich Englisch (wahlweise auch die Sprache ihres Hauptfachs) zu sprechen – was sie zumindest in den (zahlreichen) Gesprächen mit den ausländischen Lehrkräften auch einhalten.
Auf einen freien Schulplatz in der HAFS kommen etwa sieben Bewerbungen aus ganz Südkorea (Stand 2008). Untergebracht werden die Schüler und Schülerinnen im sogenannten Global Manner Center (GMC), dem Wohntrakt auf dem Schulgelände. Dort verbringen sie die Zeit zwischen 23.00 (Ende der nachschulischen Extraklassen) und ca. 7.30 Uhr am nächsten Morgen, wenn sie wieder in ihre Klassenräume gehen müssen. Dazwischen ist es ihnen (mit Ausnahmen) untersagt, die Schlafunterkünfte aufzusuchen. Nachtruhe ist zwischen 1.00 und 7.00 Uhr.
Wer grob gegen Schulregeln verstößt, muss mit einem "Strike" rechnen. Drei Strikes führen zu einem "Out", und drei Outs bedeutet die Ausweisung von der Schule. Zur Einhaltung der Schulregeln werden Anfang jedes Jahres die sogenannten Global Leader Monitors (GLM) unter den Schülern und Schülerinnen gewählt.